# Guanajatabeyes

Los guanajatabeyes poblaban el extremo occidental de Cuba, siendo étnica, lingüística y culturalmente diferentes de las poblaciones arahuacas de la isla, conocidas como taínos.

Los guanajatabeyes (o guanahatabeyes) eran un grupo indígena del Caribe que habitó Cuba hasta la época de la conquista europea. El término se refiere tanto a los guanajatabeyes históricos o modernos del siglo XVI como a los guanajatabeyes antiguos o prehistóricos, cuya cultura específica es reconocible desde al menos el 1000 a. C.
A la llegada de los españoles se estima que los guanajatabeyes eran unos 100 000 individuos, y se considera que existe una continuidad cultural clara con los guanajatabeyes más antiguos. Se considera que estos últimos fueron los primeros habitantes de Cuba y que fueron desplazados por los pueblos taínos arauacos. Colón entró en contacto con los últimos guanajatabeyes del extremo occidental de Cuba, que actualmente se consideran descendientes más o menos directos de los primeros pobladores de las islas, aunque existieron migraciones posteriores y probablemente cierto grado de mestizaje. Los guanajatabeyes que encontró Colón vivían de la caza y la pesca, estaban organizados en bandas más que en aldeas (esto los diferenciaba de los taínos-siboney y los taínos clásicos del centro y oriente de Cuba). Tampoco usaban alfarería, a diferencia de los taínos, ni adoraban cemís, típicos de la cultura taína. Los guanajatabeyes era otro pueblo y cultura diferenciado, no eran taínos, arauacos ni caribes.

## Origen y procedencia
Los guanajatabeyes eran cazadores, recolectores y en los últimos tiempos también agricultores que cultivaban cohiba, un tipo de tabaco. 
El nombre «guanajatabey» es el que los taínos del extremo oriental de la isla daban a estos grupos étnicos. Se desconoce tanto el nombre que se daban a sí mismos como la lengua que hablaban. Se sabe que eran lingüísticamente diferentes de otros grupos de la isla, porque el intérprete de Cristóbal Colón no pudo entender nada de la lengua de los guanajatabeyes. Lamentablemente, los guanajatabeyes fueron llevados a su extinción antes de que su lengua pudiera ser documentada y pudiera estudiarse en detalle su cultura, por lo que su filiación étnico-lingüística exacta es desconocida. Se estima que probablemente los guanajatabeyes antiguos llegaron procedentes del norte de América del Sur, aunque algunos autores han señalado que pudieron existir migraciones procedentes del golfo de Honduras y del área de Belice.
Los arqueólogos han descubierto que la población de la que derivarían los guanajatabeyes modernos ocupó todas las Indias Occidentales, siendo los guanajatabeyes modernos los restos de poblaciones no aculturadas y desplazadas al extremo occidental de la isla de Cuba. Harrington (1921) aplicó el nombre «ciboney» a estas poblaciones precerámicas que poblaban toda la isla de Cuba, pero esta terminología es fuente de confusión, ya que el término «siboney» designaba a un grupo étnico de lengua arawak. De las Casas los llama también «taínos siboney» y explica que su lengua difería de la del taíno clásico de los taínos propiamente dichos. Para evitar la confusión introducida por Harrington, otros autores han propuesto diversas terminologías. Alegría (1981:4-9), entre otros, usó los términos «arcaico» y «precerámico», aunque los dos términos siguen siendo demasiado generales, ya que designan diferentes grupos y edades que se extienden por todo el continente (Willey and Phillips, 1958). Un término mucho más específico es el de «casimiroide de redonda».